# ライオン菓子
ライオン菓子株式会社（ライオンかし）は、東京都文京区に本社を置く菓子メーカーである。旧社名は篠崎製菓株式会社（しのざきせいか）。

## 沿革
- 1905年 - 篠崎商店を創業。
- 1930年 - 日本で初めてバターボールの生産を開始
- 1947年 - 篠崎製菓株式会社を設立。
- 1964年 - 「ライオネスコーヒーキャンディー」を発売。
- 1987年 - 福島県二本松市に二本松工場を新設。
- 1995年 - 社名をライオン菓子株式会社に変更。

## 事業所
- 本社 - 東京都文京区小石川1-28-1
- 二本松工場 - 福島県二本松市安達ヶ原1-300

## 主な商品
- ライオネスコーヒーキャンディー[1]
- きえちゃう!!キャンディー[2]
- ナタデココグミ[3]
- そのまんまレモン[4]
- ゆずのど飴[5]
- 薬日本堂のど飴[6]
- ぷよぷよグミ

## 関連企業
- 日研ザイル
- ゼンケン
- 健康体力研究所

## コマーシャルソング
- ライオネスコーヒーキャンディ　歌：天地総子　作詞・作曲：宮崎尚志

## 提供番組
- ひるおび!・JNNニュース（TBS、2011年9月まで）